# Juliete
Juliete Silva de Oliveira, mais conhecida como Juliete (Itapecerica da Serra, 26 de fevereiro de 1989) é um futebolista brasileira que atua como lateral-esquerda. Atualmente, joga no Palmeiras.

## Carreira

### Sporting de Huelva
Em 25 de julho de 2016, o Sporting Club de Huelva, da Espanha, anunciou a contratação da lateral, em sua primeira (e ate hoje, única) experiência atuando em um clube fora do Brasil.
| “                                                      | Será una experiencia nueva, y estoy feliz de ayudar al Sporting. Voy a llegar para sumar y aportar al equipo. Espero adaptarme rápidamente y estar a disposición del entrenador siempre. (em português: Será uma experiência nova e estou feliz por ajudar o Sporting. Vou chegar para somar e contribuir com a equipe. Espero me adaptar rapidamente e estar sempre à disposição do treinador) | ” |
| — Juliete sobre a transferência para o clube espanhol, | |   |

Ao final da temporada, o clube anunciou o encerramento do contrato com a atleta.

### Santos
Em 12 de janeiro de 2017, foi anunciada como nova contratação do Santos.

### Corinthians
Em 29 de dezembro de 2022, o Corinthians anunciou a saída da atleta. Foram 119 jogos disputados e dez títulos conquistados durante o período no clube.

### Palmeiras
Em 16 de janeiro de 2023, o Palmeiras anunciou a contratação da lateral para a temporada 2023.
| “                                                                 | Chego muito motivada para esse novo desafio na minha carreira. O Palmeiras tem um grupo muito qualificado e irei trabalhar muito para contribuir com o meu melhor para o time. As expectativas são as melhores possíveis, estou muito otimista para essa temporada. | ” |
| — Juliete, em entrevista, sobre a transferência para o Palmeiras, | |   |

### Seleção Brasileira
Fez parte da Seleção Brasileira permanente e, após o draft realizado pela Confederação Brasileira de Futebol (CBF) para a distribuição das jogadoras para os clubes nacionais, em 23 de fevereiro de 2016, foi para o São José-SP.

## Títulos
Fonte: 
Santos
- Campeonato Brasileiro: 2017
- Campeonato Paulista: 2018

Corinthians
- Copa Libertadores: 2019 e 2021
- Campeonato Brasileiro: 2020, 2021 e 2022
- Supercopa do Brasil: 2022
- Campeonato Paulista: 2019, 2020 e 2021
- Copa Paulista: 2022

### Campanhas de destaque
São José
- Copa do Brasil: vice-campeã (2016)

Santos
- Campeonato Paulista: vice-campeã (2017)
- Copa Libertadores: vice-campeã (2018)

Corinthians
- Campeonato Brasileiro: vice-campeã (2019)

Palmeiras
- Copa Libertadores: vice-campeã (2023)